# 1P-LSD
1P-LSD, vrsta je psihotropnih tvari. Uvršten je u Hrvatskoj na temelju Zakona o suzbijanju zlouporabe droga na Popis droga, psihotropnih tvari i biljaka iz kojih se može dobiti droga te tvari koje se mogu uporabiti za izradu droga, pod Popis droga i biljaka iz kojih se može dobiti droga, pod 2. Popis psihotropnih tvari i biljaka, Odjeljak 1 - Psihotropne tvari sukladno Popisu 1. Konvencije UN-a o psihotropnim tvarima iz 1971. godine. Kemijsko ime je (6aR,9R)-N,N-dietil-7-metil-4-propanoil-6,6a,8,9-tetrahidroindolo[4,3-fg]kinolin-9-karboksamid.